# География Торонто

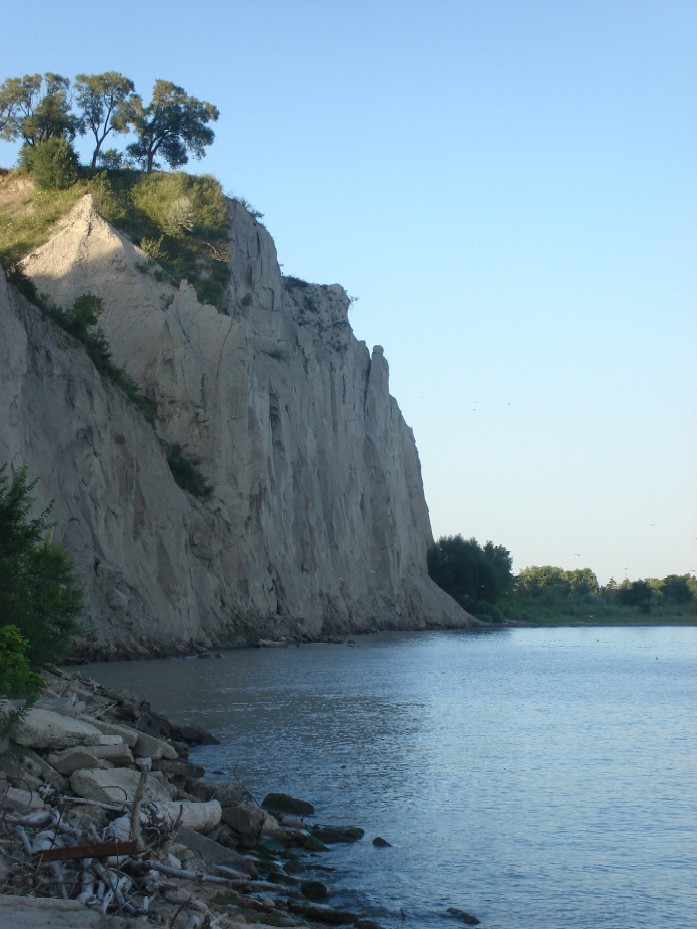
Скарборо Блаффс — откос, возвышающийся над береговой линией озера Онтарио

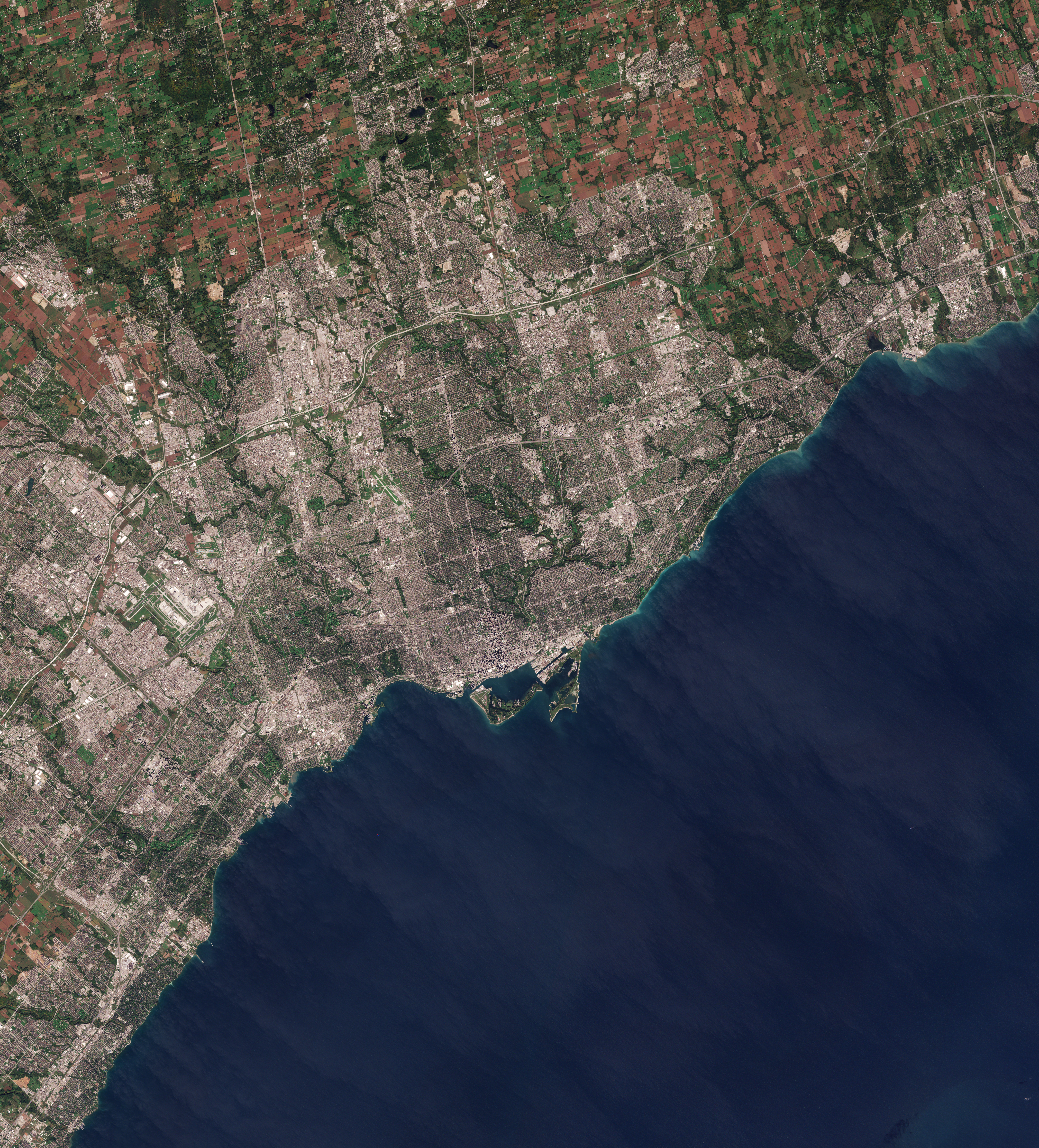
Спутниковый снимок Торонто. 2018 год

Торонто — город на востоке Канады, занимающий площадь 630 км² и расположенный на северном берегу озера Онтарио. Торонто граничит с Этобикок-Крик, Эглинтон-авеню и Шоссе 427 на западе, Стилс-авеню на севере и рекой Руж на востоке. В дополнение к Этобикок-Крик и Руж город разделён на три части двумя небольшими реками и их притоками — рекой Хамбер на западе и рекой Дон в востоку от центральной части (Даунтауна) города. Обе из них протекают на юг к озеру Онтарио в Хамбер Бэй и гавани Торонто соответственно, являющимися частью городской набережной.
Сосредоточение и защита оврагов Торонто даёт возможность сохранять большие участки покрытых густыми лесам долин с оздоровительными тропами в пределах города. Приблизительно 26—28 % Торонто покрыто более чем десятью миллионами деревьев, что является высоким показателям для большого города в Северной Америке. Также существуют предложения об удвоении площади озеленённых территорий.
Береговая линия бывшего Ирокезского озера — крупный геологический объект в западно-восточном направлении, сформированный в конце последней ледниковой эпохи. В западной части Давенпорт-роуд проходит вдоль древней береговой линии и находится в пределах пешей досягаемости от Каса Лома и небоскрёбов Даунтауна, которые хорошо видны на юго-востоке. Она соединяется с текущим берегом Онтарио на мысе Скарборо Блаффс.
Ближайшими соседями Торонто являются Миссиссога и Брамптон в муниципалитете Пил, Вон и Маркем в Йорке, Пикеринг в Дареме. Большой Торонто включает региональное муниципалитеты Холтон, Пил, Йорк и Дарем.
Большой Торонто — часть большей природной экосистемы, известной как биорегион Большого Торонто. Эта экосистема находится на берегу Онтарио и ограничена Ниагарским откосом и Оук Риджес Морейн, включает в себя множество водосборных бассейнов, стекающих в Онтарио. Некоторые части Торонто, такие как Хай-парк и нижнее течение реки Хамбер, расположены в самых северных частях зоны Каролинского леса в Северной Америке.
В марте 2005 года правительство Онтарио утвердило границы зелёной зоны вокруг Большого Торонто площадью 7200 км², простирающейся от Ниагара-Фолс до Питерборо. Зелёная зона предназначена для сдерживания разрастания городов и сохранения важных природных районов и сельхозугодий вблизи города. Тем не менее, некоторые виды строительства, включая отдельные жилые дома, карьеры и коммерческие объекты, продолжают получать одобрение, что приводит к оказанию давления на зелёную зону и росту численности населения в ней. Торонто — один из последних в ряде городов, где были установлены те или иные границы роста как способ ограничения урбанизации, среди которых Оттава, Портленд, Франкфурт, Мельбурн, Сеул и Лондон.

## Климат
Континентальный климат Торонто смягчается озером Онтарио; климат города является одним из самых мягких в Канаде восточнее Скалистых гор, учитывая широту Торонто. Даунтаун Торонто находится в зоне влажного континентального климата (Dfa по классификации Кёппена), расположенной на юго-западной оконечности озера Онтарио, омывающего южную часть города, в том числе Даунтаун (но исключая острова Торонто), где среднегодовая температура превышает 9 °C. Большая часть остальной территории Торонто за пределами бывших городских границ классифицируется как Dfb. Он расположен в зоне морозостойкости 7a. Существует высокая степень изменчивости от года к году, а иногда и в течение нескольких дней, особенно в зимние месяцы.
Температура воды в озере Онтарио варьируется в зависимости от подъёма более холодной воды или более тёплых бассейнов поверхностных вод, вызывающих в отдельных местах температурный контраст. Глубокие воды озера, находящиеся далеко от берега, остаются при практически постоянной температуре 4 °C, последствием чего является либо охлаждение, либо нагревание (зимой). Это приводит к преобладанию тёплых ночей во время холодных сезонов. Когда дующие с суши на озеро ветра возникают летом, они нагреваются, когда дуют в направлении берега озера по вечерам. Напротив, охлаждающий эффект у озера наиболее ярко выражен во время весенних дней, которые оказывают ещё большее воздействие на Торонто, чем на другие города на Великих озёрах, так как в течение весны преобладают восточные и юго-восточные ветры, дующие с озера. В некоторые дни температура может быть на 10 °C ниже, чем в районах, расположенных достаточно далеко от озера Онтарио, — эффект, ослабевающий к лету, когда потоки воздуха становится преимущественно юго-западными.

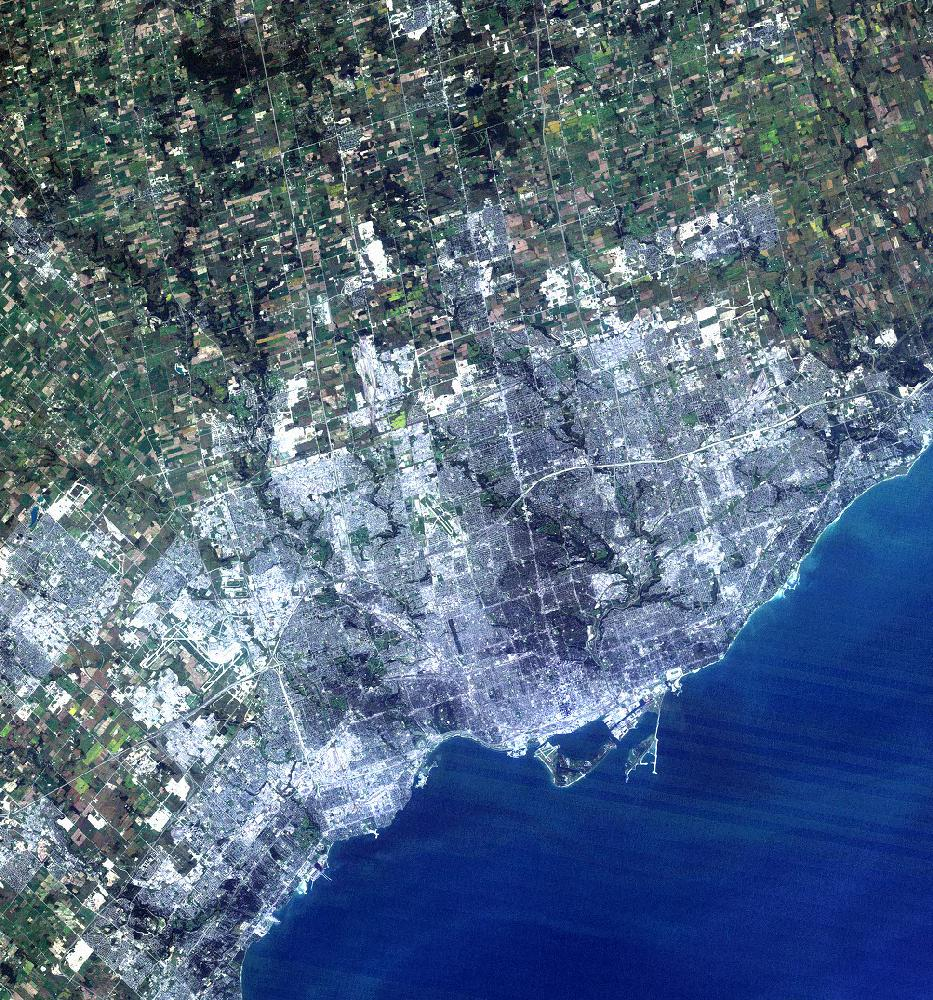
Спутниковый снимок Большого Торонто

Весна с осенью короче, чем лето и зима, и характеризуются переменчивой погодой с чередующимися периодами сухой, солнечной погоды и дождя. Большинство дней в эти сезоны солнечные со скорее комфортными, чем высокими или низкими температурами. Ночи преимущественно прохладные, но заморозки встречаются редко. Снег может выпадать в начале весны или поздней осенью, однако обычно быстро тает после контакта с землёй. В эти переменчивые времена года перепады температур (вплоть до 30 °C в крайних случаях) могут происходить за короткие промежутки времени из-за быстрого изменения воздушных масс, расположенных по всему континенту. Также погода в Торонто зависит от взаимного положения полярного струйного потока и пути циклона, оба из которых периодически пересекают его территорию.

Среднегодовое количество осадков составляет 831 мм.

### Зима и выпадение снега

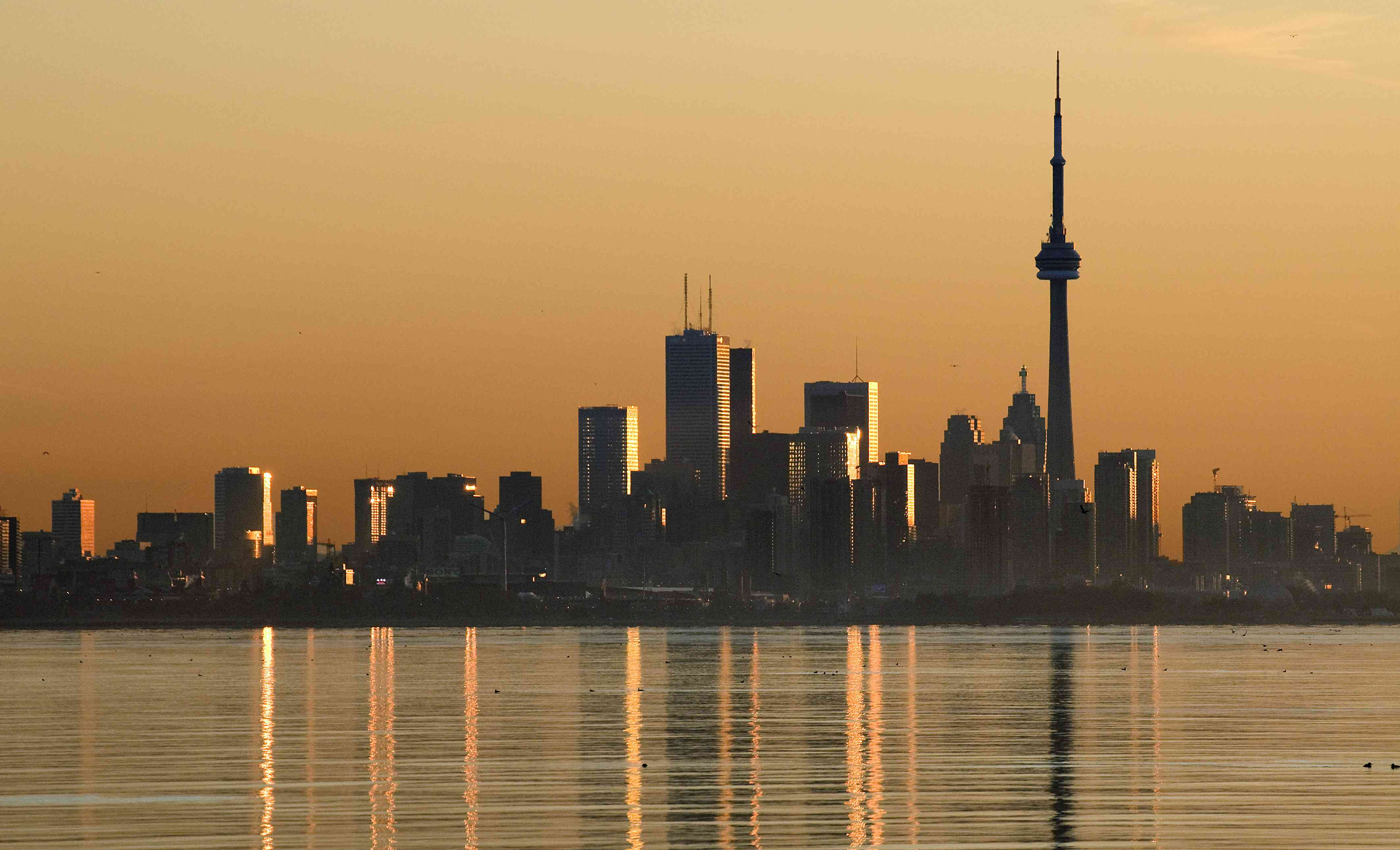
Торонто, вид из парка Колонел Сэмуел Смит в Этобико

Несмотря на холод, в течение большинства зимних сезонов встречаются длительные периоды без снега, а осадки могут выпадать в виде дождя с иногда превышающей 10 °C температурой. В среднем зимой на метеостанции в центре Торонто выпадает 121,5 см снега, а в аэропорту Торонто Пирсон — 108,5 см.
Средняя январская температура в городе варьируется от −1 °C до −7 °C. Обычно зимой бывают и более холодные периоды, когда температура держится ниже −10 °C, реже — ниже −20 °C (особенно в северных пригородах) в ночное время, что под действием ветра ощущается как −30 °C.
Благодаря тому, что Торонто расположен на северо-западном берегу озера Онтарио, он не является прямой целью сильных снежных шквалов, которые поражают города на южных и восточных берегах Великих озёр, где ветры усиливают воздействие озёр на климат. Несмотря на это, каждую зиму случается два или более обильных снегопада, образующих снежный покров высотой 15 см и выше, как правило, из сильных зимних бурь, которые насыщаются влагой на пути к Великим озёрам. Эти бури могут вызывать появление сильных восточных ветров, приносящих дополнительную влагу с озера Онтарио.
Они часто происходят со смесью снега, ледяного дождя, дождя со снегом и иногда обычного дождя, способных нарушить движение транспорта, а в тяжёлых случаях — прервать работу источников питания. 22 декабря 2013 года в течение продолжительного времени выпадали осадки в виде дождя и снега, в результате чего 30 % города осталось без электропитания, в некоторых местах вплоть до Рождества.
В ходе таких штормов может также выпадать большой объём снега, иногда в течение нескольких дней или недель, вызывая разрушения. Наибольшие показатели встречаются в близких к озеру Онтарио районах. 13 января 1999 года бывший мэр Торонто Мел Ластман вызвал Канадские вооружённые силы для оказания помощи в уборке снега и расчистке улиц. Спустя двенадцать дней метеостанция в Даунтауне Торонто в Торонтском университете (Тринити-колледж рядом с Королевским парком) зарегистрировала, что средним показателем сезонного количества снега было 118,4 см, причём большая его часть выпала за счёт снежного эффекта озера от Онтарио и месячных данных за январь, однако он ниже, чем у наиболее «снежного» месяца — марта 1870 года, когда выпало 158,5 см снега, из которых 89 см в течение пяти дней. В феврале 2008 года в аэропорту был зафиксирован месячный рекорд осадков виде снега — 76,8 см. Зимой 2007—2008 годов количество осадков увеличилось до 209,7 см в Даунтауне и 194 см в аэропорту. 2008 год за счёт снежных зим и рекордных дождей в июне—июле стал годом с самым высоким уровнем осадков за всю историю наблюдений за климатом — 1070 мм.
С другой стороны, зимой 2011—2012 годов количество осадков было наименьшим и составило 41,8 см. Март 2012 года был самым тёплым мартом за всю историю наблюдений. Наименьшее количество снега за календарный год выпало в 2006 году — 32,4 см. Течение Эль-Ниньо оказало влияние на зиму 2009—2010 годов, когда выпало 52,4 см; в марте 2010 года осадков в виде снега зарегистрировано не было — первый подобный случай с 1946 года, а затем последовал самый тёплый апрель за всю историю наблюдений.

### Лето
Максимальные температуры обычно варьируются от 23 до 31 °C, влажность воздуха умеренная или высокая, близость к Онтарио и другим озёрам способствует влажности в летний сезон, но отдалённые водоёмы, такие как Мексиканский залив, также влияют на климат города. Встречаются температуры выше 32 °C, но обычно в периоды не больше нескольких дней, крайне редко показатели превышают 38 °C. Ночные температуры в городе, как правило, держатся в районе 20 °C, в более жаркие периоды — ближе к 25 °C. Периоды летней жары чаще всего сменяются более прохладными и сухими днями, которые южнее на континенте не наблюдаются. Однако периоды сильной жары представляют угрозу для здоровья некоторых жителей, так как часто сопровождаются высокой влажностью и опасными уровнями воздушного смога. Летние грозы являются обычным явлением и могут возникать внезапно, особенно на севере и западе города в районах, более подверженных воздействию «фронта озёрного бриза» или «гроз озёрного бриза» — явления, при котором сильные чётко определённые грозовые фронты быстро появляются летом в дневное время и усиливаются за счёт локализованных ветровых режимов между Великими озёрами. Иногда эти штормы перемещаются в город, вызывая локальные наводнения, молнии и ураганные ветры, сбивающие деревья и выводящие из строя линии электропередач.

### Экстремальные метеорологические явления и рекордные показатели
Наряду с метелями, снежными и обычными бурями, ливнями, связанными с тропическими штормами, наблюдаются редкие сильные грозы и смерчи. За последние несколько лет были немногочисленные случаи предупреждения о торнадо в городе, однако ни одного подтверждённого случая со времён слабого торнадо в Скарборо в середине 1990-х годов не было. 20 августа 2009 года в соседнем городе Воне произошли два опасных торнадо категории F2, ставшие частью серии смерчей в Южном Онтарио.

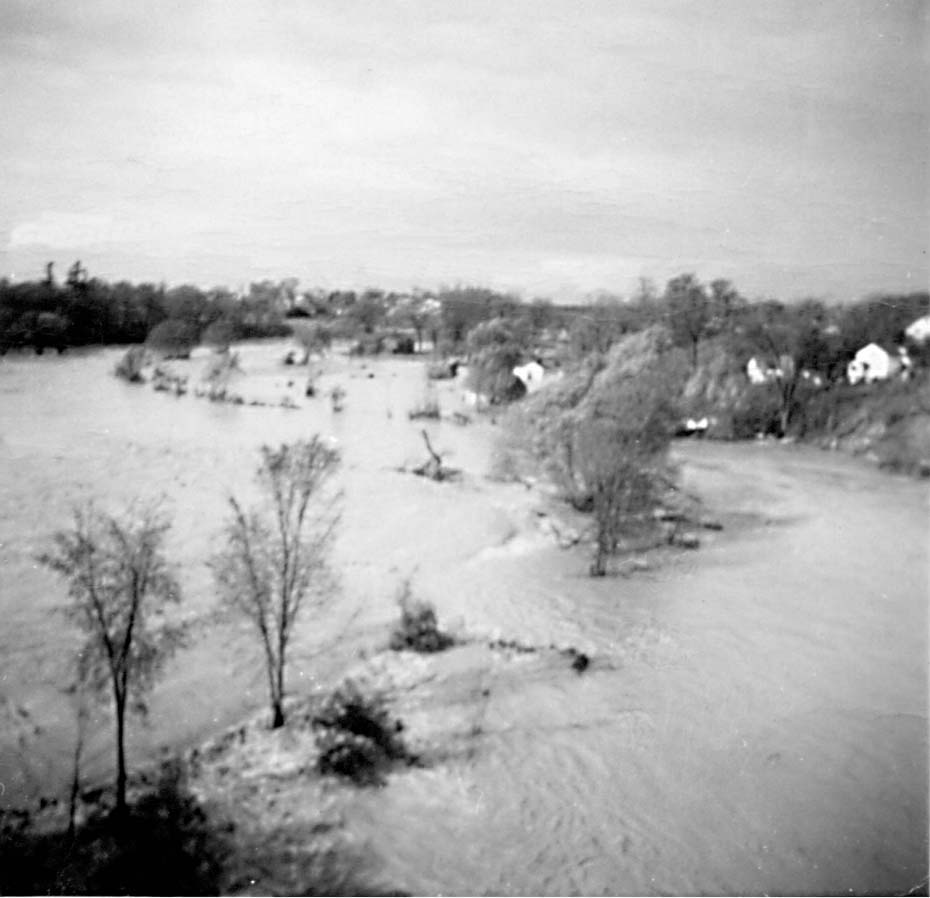
После того, как река Хамбер вышла из берегов во время урагана Хейзел, местный гольф-клуб погрузился под воду. 1954 год

В октябре 1954 года последствия урагана Хейзел привели к смерти 81 человека из-за наводнения, которое охватило дома вдоль берега реки, впадающей в озеро Онтарио. Внезапный нисходящий воздушный поток во время сильной грозы считается одной из причин аварии рейса 358 Air France в августе 2005 года, а всего несколько недель спустя рекордные ливни, самые разрушительные со времён Хейзел, за пару часов затопили северо-центральные районы города, что привело к рекордному количеству обращений за страховой выплатой. Некоторые дождемеры зафиксировали 175 мм осадков, более 100 мм за один час. Другой крупный ливень с интенсивными и рекордными по количеству осадками обрушился на значительный участок города днём в час пик 8 июля 2013 года, наводнив городские улицы, подземные туннели, подвалы и вызвав отключение электроэнергии у более чем двух миллионов жителей, а также затруднительное положение пассажиров, некоторые из которых были спасены из затопленных поездов. В аэропорту Пирсона выпало рекордное суточное количество осадков — 126,4 мм, большая часть из которых пришлась на период в полтора часа. По всей видимости, количество заявлений на получение страховой выплаты в связи с наводнением превысило их число после шторма 2005 года в связи с большей затронутой территорией.
Во время аномальной жары 1936 года в Северной Америке температура в центре Торонто три дня подряд (8—10 июля) превышала 40 °C. В то время город был недостаточно оборудован, чтобы справиться с таким продолжительным жарким периодом, из-за теплового удара в городе погибло 225 человек, не считая косвенно связанные с аномальной погодой смерти, такие как утопление. Однако самым жарким месяцем за всю историю был июль 1921 года, когда средняя максимальная температура в Даунтауне была 31,7 °C; средняя температура в этом месяце составляет 26 °C, что по-прежнему делает его самым тёплым месяцем в году. В аэропорту Торонто Пирсон самый высокий показатель максимальной среднемесячной температуры зафиксирован в июле 1955 года: 31,2 °C.
Самая низкая температура −33 °C была отмечена 10 января 1859 года. Абсолютный минимум, зафиксированный в аэропорту Пирсона, составил −31,3 °C (4 января 1981 года), в тот же день зарегистрирован рекордный индекс охлаждения ветром: −44,7 °C. Самым холодным месяцем за всё время, по данным из аэропорта, был февраль 2015 года: −12,6 °C, а в центральной части города рекордным стал февраль 1875 года. Зимние похолодания представляют угрозу, так как они часто сопровождаются сильным ветром и бездомные подвергаются опасности обморожения и переохлаждения.

### Тенденция повышения температуры
По данным из общедоступных источников Министерства окружающей среды Канады, за последнее десятилетие среднегодовая температура в аэропорту Торонто Пирсон увеличилась на 1,5 °C по сравнению со средними значениями 1971—2000 годов. Показатели в ночное время изменились больше: за последнее десятилетие средняя минимальная температура увеличилась на 1,9 °C. Среднее количество осадков за этот же период было близко к среднему значению предыдущего периода, общее количество выпадающего снега незначительно уменьшилось, а количество осадков немного увеличилось. По месяцам наибольшее повышение температуры приходится на январь, апрель, август, сентябрь и ноябрь, в то время как в мае наблюдается лишь незначительное повышение. Часть потепления, вероятно, объясняется ускорением роста города, окружающего аэропорт.
В более раннем исследовании, проведённом в 1990-х годах, был проанализирован эффект острова тепла при помощи сравнения данных отдельных региональных станций, включая центр Торонто и аэропорт Пирсона.

### Климатограмма
| Показатель                            | Янв.  | Фев.  | Март  | Апр.  | Май   | Июнь  | Июль  | Авг.  | Сен.  | Окт.  | Нояб. | Дек. | Год    |
| ------------------------------------- | ----- | ----- | ----- | ----- | ----- | ----- | ----- | ----- | ----- | ----- | ----- | ---- | ------ |
| Абсолютный максимум, °C               | 16,1  | 19,1  | 26,7  | 32,2  | 34,4  | 36,7  | 40,6  | 38,9  | 37,8  | 30,8  | 23,9  | 19,9 | 40,6   |
| Средний суточный максимум, °C         | −0,7  | 0,4   | 4,7   | 11,5  | 18,4  | 23,8  | 26,6  | 25,5  | 21,0  | 14,0  | 7,5   | 2,1  | 12,9   |
| Средняя температура, °C               | −3,7  | −2,6  | 1,4   | 7,9   | 14,1  | 19,4  | 22,3  | 21,5  | 17,2  | 10,7  | 4,9   | −0,5 | 9,4    |
| Средний суточный минимум, °C          | −6,7  | −5,6  | −1,9  | 4,1   | 9,9   | 14,9  | 18,0  | 17,4  | 13,4  | 7,4   | 2,3   | −3,1 | 5,9    |
| Абсолютный минимум, °C                | −32,8 | −31,7 | −26,7 | −15   | −3,9  | −2,2  | 3,9   | 4,4   | −2,2  | −8,9  | −20,6 | −30  | −32,8  |
| Среднее число солнечных часов в месяц | 85,9  | 111,3 | 161,0 | 180,0 | 227,7 | 259,6 | 279,6 | 245,6 | 194,4 | 154,3 | 88,9  | 78,1 | 2066,3 |
| Среднее число дней с осадками         | 15,4  | 11,6  | 12,6  | 12,6  | 12,7  | 11,0  | 10,4  | 10,2  | 11,1  | 11,7  | 13,0  | 13,2 | 145,5  |
| Норма осадков, мм                     | 61,5  | 55,4  | 53,7  | 68,0  | 82,0  | 70,9  | 63,9  | 81,1  | 84,7  | 64,4  | 84,1  | 61,5 | 831,1  |
| Источник: Environnement Canada        |       |       |       |       |       |       |       |       |       |       |       |      |        |

## Рельеф
В Торонто находятся многочисленные холмы и долины, образовавшиеся во время последней ледниковой эпохи; ландшафт сравнивали со знаменитым холмистым рельефом Сан-Франциско. Овраги по большей части не застроены, главным образом из-за последствий урагана Хейзел 1954 года.
Как улица Дафферин-стрит, так и дорога Каледония-роуд между Давенпорт-роуд и Эглинтон-авеню проходят через многочисленные крутые холмы и долины.
Пруд Гренадьер (англ. Grenadier Pond) в Хай-парке является крупнейшим водоёмом в пределах Торонто.